# Coise-Saint-Jean-Pied-Gauthier
Coise-Saint-Jean-Pied-Gauthier ist eine französische Gemeinde mit 1.306 Einwohnern (Stand: 1. Januar 2022) innerhalb des Arrondissements Chambéry im Département Savoie in der Region Auvergne-Rhône-Alpes. Die Gemeinde gehört zum Kanton Saint-Pierre-d’Albigny (bis 2015: Kanton Chamoux-sur-Gelon).

## Geographie
Coise-Saint-Jean-Pied-Gauthier liegt etwa 17 Kilometer ostsüdöstlich von Chambéry an der Isère. Umgeben wird Coise-Saint-Jean-Pied-Gauthier von den Nachbargemeinden Saint-Jean-de-la-Porte im Norden und Nordwesten, Saint-Pierre-d’Albigny im Norden und Nordosten, Châteauneuf im Nordosten, Hauteville im Osten, Villard-d’Héry im Süden und Südosten, Saint-Pierre-de-Soucy im Süden, Sainte-Hélène-du-Lac und Planaise im Südwesten sowie Cruet im Westen.
Durch die Gemeinde führt die Autoroute A43. Das Gemeindegebiet wird vom Flüsschen Coisetan durchquert.

## Bevölkerungsentwicklung
| Jahr                       | 1962 | 1968 | 1975 | 1982 | 1990 | 1999 | 2006 | 2013 |
| -------------------------- | ---- | ---- | ---- | ---- | ---- | ---- | ---- | ---- |
| Einwohner                  | 708  | 651  | 672  | 750  | 828  | 945  | 1101 | 1191 |
| Quellen: Cassini und INSEE |      |      |      |      |      |      |      |      |

## Sehenswürdigkeiten
- Kirche Saint-Jean-Baptiste aus dem 15. Jahrhundert in Saint-Jean-Pied-Gauthier – Monument historique[1]
- Mehrere Türme
- Herrenhaus Le Monet

## Persönlichkeiten
- Pierre Cot (1895–1977), Politiker, Minister (1933–1938), Bürgermeister der Gemeinde (1929–1971)
- Jean-Pierre Cot (* 1937), Jurist, Politiker (PS), MdEP, Richter am Internationalen Seegerichtshof, Bürgermeister der Gemeinde (1971–1995)